# František Novotný (skokan na lyžích)
František Novotný (* 1957) je bývalý český skokan na lyžích, reprezentant Československa.

## Sportovní kariéra
Novotného jediné vystoupení na světovém poháru se konalo 10. února 1980 ve francouzském Saint-Nizier, kde obsadil 14. místo a získal dva body, se kterými v této sezóně obsadil celkové 96. místo společně s Němcem Hubertem Schwarzem a Japoncem Šinjou Sasakim.
Nikdy se nezúčastnil olympijských her.